# Sophie von Knorring

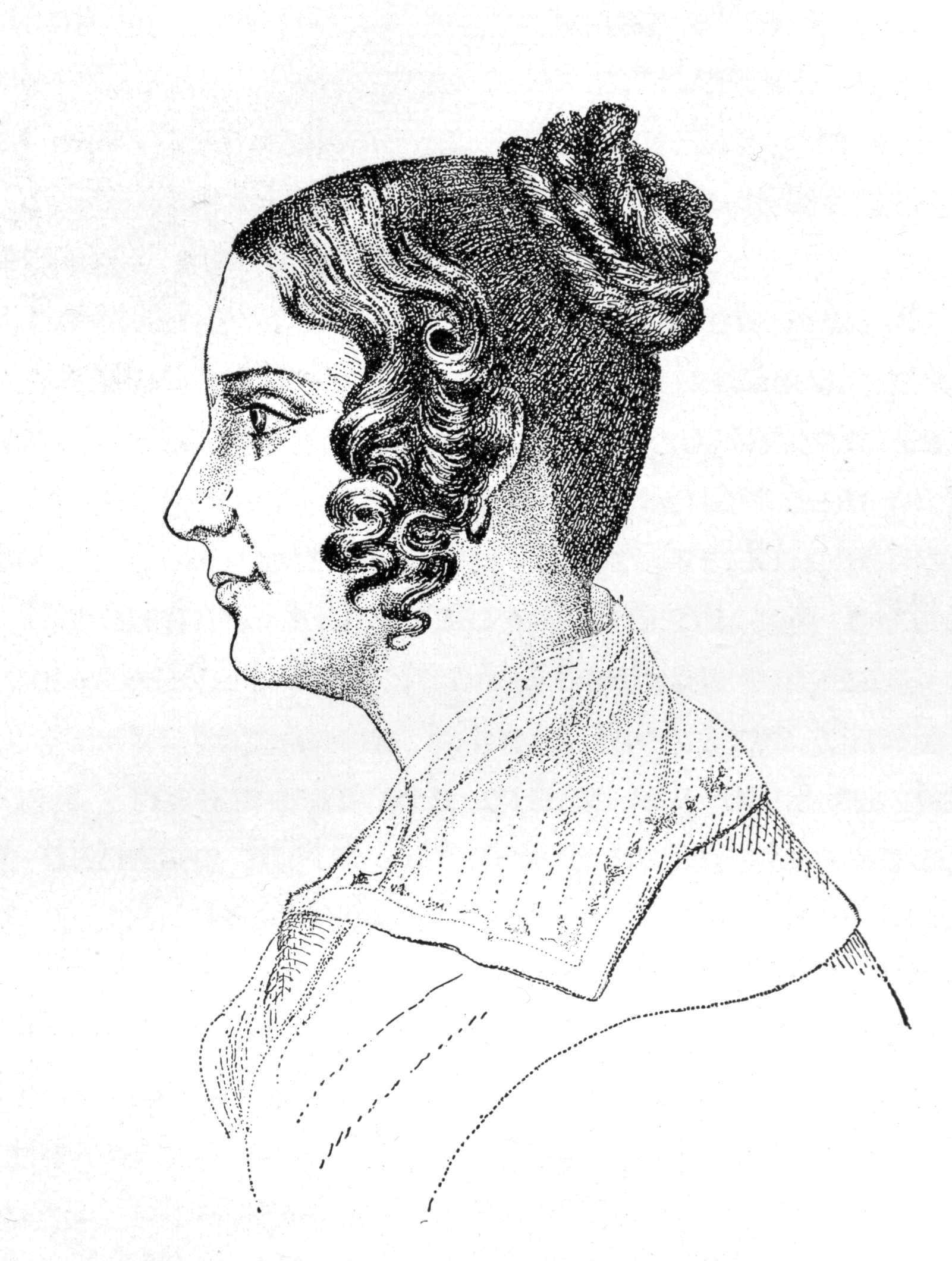
Sofia Margareta von Knorring

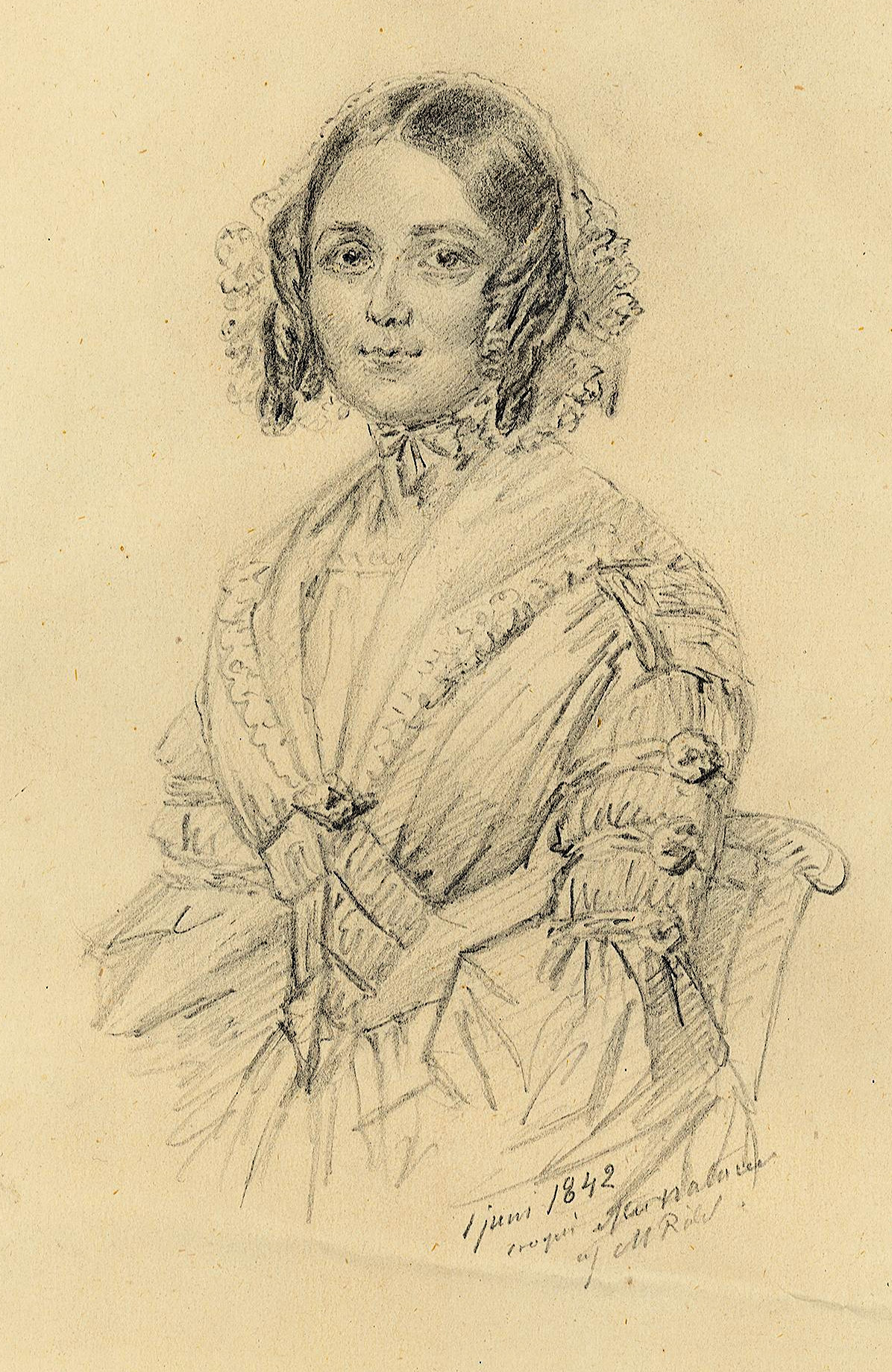
Sophie von Knorring (Zeichnung von Maria Röhl)

Sofia Margareta „Sophie“ von Knorring (* 28. September 1797 in Gräfsnäs, Västergötland; † 13. Februar 1848 in Skålltorp, Skärvs socken) war eine schwedische Romanschriftstellerin.

## Leben
Geboren als Tochter des Hofmarschalls Christer Göran Zelow (16. Juni 1761 – 9. Oktober 1827) und dessen Frau Helena Sophia (geborene Gripenstedt; 17. März 1772 – 9. Oktober 1847) begann sie bereits in jungen Jahren kleine Erzählungen und Novellen zu schreiben. Von ihrem Onkel Johan Theodor Gripenstedt pachteten ihre Eltern von 1791 bis 1808 das Gut Gräfsnäs, auf dem sie geboren wurde. In den Jahren 1810 bis 1813 lebte sie mit ihrer Mutter und ihren vier jüngeren Schwestern in Stockholm, wo sie in Deutsch, Englisch, Französisch, Italienisch, Gesang, Musik, Malen, Tanzen, Religion, Geschichte und Literatur unterwiesen wurden. Einer ihrer Lehrer war der Dichter Arvid August Afzelius, der als Sammler von Volksliedern bekannt war. Insbesondere die Jahre 1812 und 1813 hatten einen starken Einfluss auf ihre literarische Ausrichtung. Eine Gruppe französischer Schauspieler führte Stücke von Jean Racine und Pierre Corneille auf und die Schauspielerin Henriette Hendel-Schütz war in Werken von Johann Wolfgang von Goethe, Friedrich Schiller und Heinrich von Kleist zu sehen. Im Herbst 1812 wurde sie der berühmten Madame de Staël vorgestellt, die sich auf nach ihrem Besuch beim Zaren Alexander vom 12. Oktober bis 13. Mai 1813 in Stockholm aufhielt.
In den Jahren 1813 bis 1814 verlor ihr Vater durch fallende Preise für landwirtschaftliche Produkte und unglückliche Bürgschaften sein ganzes Vermögen und die Familie lebte in schlechten finanziellen Verhältnissen. Auch die Vermählung mit dem Freiherrn Sebastian Carl von Knorring, einem Major des Skaraborg Regiments, brachte keine finanzielle Besserung. In den Jahren 1821 bis 1826 lebten sie in Friggesby in Finnland. Anschließend übersiedelten sie nach Ärtekärr, wo sie von einer Lungenkrankheit befallen wurde, die sie jedoch lange Zeit erfolgreich bekämpfte. 1834 ließ sie sich in Skålltorp nieder. Mehrmals unternahm sie von dort aus gesundheitlichen Gründen Reisen 1838 nach Kopenhagen, 1841 bis 1842 nach Stockholm und 1846 nach Deutschland und Österreich.

## Familie
Am 31. Dezember 1820 heiratete sie in Högärdet den Freiherrn Sebastian Carl von Knorring (10. April 1789 – 5. April 1858), ein Sohn des Freiherrn Adolf Fredrik von Knorring und dessen Frau Ebba Christina (geborene Grubbe), mit dem sie eine Tochter hatte.
- Ebba Sofia von Knorring ⚭ Adelswärd

Ihre Geschwister waren
- Christina Carolina Zelow (15. September 1799 – 15. September 1837) ⚭ 1835 mit Johan Fredrik Flach (1805–1878)[4] Christina Carolina, f. 1799 15/9 på Grävsnäs,
- Christer Georg Zelow (17. August 1798 – 20. August 1799)
- Charlotta Augusta Zelow (9. November 1800 – 17. Oktober 1857, unverheiratet)
- Fredrika Hillevid Zelow (13. Dezember 1802 – 13. November 1896) ⚭ 1. am 22. Januar 1825 mit dem Mediziner Ebbe Fredrik Schough, (2. Mai 1796 – 11. September 1828) ⚭ am 7. November 1838 2. mit ihrem Schwager Johan Fredric Flach (1805–1878)
- Vendla Maria Zelow (27. April 1804 – 5. März 1888, unverheiratet)

## Wirken
1834 veröffentlichte sie anonym ihren ersten Roman Cousinerna, der großes Aufsehen erzielte. Auch ihre nachfolgenden Romane fanden viel Anklang und wurden in zahlreiche Sprachen übersetzt, beispielsweise ins Dänische, Deutsche, Englische und Französische. Dabei beschreiben ihre Werke das Milieu, in dem sie selbst als Mitglied der höheren Gesellschaft lebte, und haben einen stark erotischen Schwerpunkt mit leichten, lebendigen und einfühlsamen Schilderungen. Sie schilderte zudem auch die charakteristischen Seiten aus dem einfachen Volksleben. In ihrer Erzählung Torparen och hans omgivning aus dem Jahr 1840 bietet sie beispielsweise eine düstere Schilderung des einfachen Lebens. Von ihrer letzten Reise nach Deutschland erzählte sie in Bref till hemmet under en sommarresa 1846.
- Vannerna. 1835.
- Qvinnorna oder Kusinerna Albert Bonniers, Stockholm 1928.
- Axel. Zacharias Hæggström, Stockholm 1836 (archive.org).
- Illusionerna Natur och kultur, Stockholm 1836 (erzählt indirekt von ihren Erfahrungen mit Madame de Staël)
- Tante Lisbeths 19:de testamente. Zacharias Hæggström, Stockholm 1838.
- Stånds-paralleler. 3 Bände,  Zacharias Hæggström, Stockholm 1838 (runeberg.org).
- Torparen och hans Omgifning. En Skildring ur Folklifvet. 1840 (deutsch Der Ansiedler und seine Umgebung. 1843).
- Förhoppningar 3 Bände, Jönköping 1843.
- Gunnar, of De gevolgen van een enkelen misstap Een tafereel uit het Zweedsche volksleven. 1845.
- Bref till hemmet under en sommarresa 1846. 1847 (archive.org).
- Sagan om Prinsessan Rosalinda, eller Foglarnes Konungarike. Gust. Rylander, Stockholm 1847 (runeberg.org).